# Hermann Gruson
Hermann Gruson (13. marts 1821 i Magdeburg – 30. januar 1895 sammesteds) var en tysk industridrivende og Geheimer-Kommerzienrat.
Han fik en grundig uddannelse i teknik i Borsigs Maskinfabrik og ved studier. Han blev 1845 maskinmester ved Berlin-Hamborg-Banen, og ledelsen af de store reparationsværksteder betroedes ham. 1851 overtog han som overingeniør ledelsen af Wöhlerts Maskinfabrik i Berlin, og 1854 kom han som teknisk dirigent for Hamborg-Magdeburg Dampskibskompagni til Magdeburgs forstad Buckau. Her oprettede han et skibsværft og et lille jernstøberi for egen regning, og kastede sig over specialiteten »Hartguss«, hårdstøbt støbejern, som snart fik anvendelse i maskinbygningen, til jernbanebrug, hjul, hjertestykker og til panserbrydende projektiler. Etablissementet fik derved et stort opsving, og 1868 udviddes det betydeligt. 1886 fik det navnet Grusonwerk og kom i et aktieselskabs eje. Grusonwerk skaffede sine pansere af Grusonmetal (det samme som Hartguss) indgang ved adskillige landbefæstninger, således i København, trådte i forbindelse med Maximilian Schumann om fabrikation af hans panserlavetter og gik ligeledes over til at fabrikere hurtigskydende kanoner af stål og manganbronze. Gruson ledede Grusonwerk til 1. juli 1891, gik så over i dets tilsynsråd og levede mest i privatlivet for sine videnskabelige arbejder, især astrofysik, og sine drivhuse, som særlig berømtes for deres kaktussamling.
De i sin tid så højt ansete grusonske hårdstøbte panserbrydende projektiler måtte efterhånden vige for stålprojektiler, men i de hurtigskydende kanoner fandt Grusonwerk en ny specialitet, som i en årrække i større mængde fik afsætning, navnlig til den tyske marine. Aktieselskabet Grusonwerk sluttede 1892 en overenskomst med firmaet Fr. Krupp i Essen, til hvilket etablissementet fuldstændig overgik 1. maj 1893. under navnet Fried. Krupp Grusonwerk. Derefter forlagdes fabrikationen af kanoner og projektiler straks og af pansere 1913 til Essen. Grusonwerks skydeplads ved Tangerhütte overtoges 1905 af firmaet i Essen, men desto kraftigere kastede Grusonwerk sig over maskiner til fredens sysler, således jernbane- og sporvejsmateriel, presser, knusemaskiner og møller, løfteapparater, gasmotorer osv. En specialitet var maskiner til krudtfabrikation. 